# Christopher McDonald
Christopher McDonald (New York, 15 febbraio 1955) è un attore statunitense.
È conosciuto principalmente per i suoi ruoli di personaggi arroganti e perfidi, come Darryl Dickinson in Thelma & Louise, Shooter McGavin in Un tipo imprevedibile e Tappy Tibbons in Requiem for a Dream.

## Biografia
McDonald nasce a New York, figlio di Patricia, un'agente di beni immobili, e James McDonald, un educatore. Si è diplomato a Romulus nello Stato di New York e si è laureato al Hobart College di Geneva, in cui era un membro attivo della Kappa Alpha Society. È sposato con l'attrice Lupe Gidley, dalla quale ha avuto quattro figli: Jackson Riley (1990), Hannah Elizabeth (1993), Rosie (1996) e Ava Catherine (2001). Ha cinque fratelli, tra cui anche l'attore Daniel McDonald (1960-2007), morto per un cancro al cervello proprio il giorno del cinquantaduesimo compleanno di Christopher. È un fan dei Buffalo Bills e marciò con la Geneva Appleknockers Jr. Drum and bugle corps verso la fine degli anni sessanta.
Christopher McDonald ha al suo attivo numerose partecipazioni a film e serie televisive, spesso come attore di supporto. Tra i numerosi film in cui ha recitato vanno ricordati Una fortuna sfacciata, Thelma & Louise, Due irresistibili brontoloni, Quiz Show, Flubber - Un professore fra le nuvole, The Faculty, La tempesta perfetta, House Arrest, Dirty Work - Agenzia lavori sporchi, American Pie presenta: Nudi alla meta, American Pie Presents: Beta House, Broken Flowers e Spy Kids 2 - L'isola dei sogni perduti. Ha anche recitato nei panni di Ward Cleaver nel film Il carissimo Billy e in quelli del famoso commentatore sportivo di baseball Mel Allen nel film TV 61*. Nel 1994 ebbe il ruolo da protagonista nel film Terminal Velocity. Ha inoltre sostituito Burt Reynolds nel ruolo di Boss Hogg in Hazzard - I Duke alla riscossa
In televisione oltre ai ruoli ricorrenti nelle serie televisive In tribunale con Lynn, North Shore e L'atelier di Veronica, ha partecipato come guest star in Cin Cin, Riptide, Supercar, I Soprano, Psych, Quell'uragano di papà, Las Vegas e Star Trek: The Next Generation. È apparso anche in tre film TV tratti dal film Prima di mezzanotte (Midnight Run) sostituendo Robert De Niro nel ruolo di Jack Walsh: Another Midnight Run, Midnight Runaround e Midnight Run for Your Life. Successivamente ha interpretato il giocatore di baseball Joe DiMaggio nella serie originale della ESPN The Bronx Is Burning.
Ha avuto esperienze anche come doppiatore, ad esempio nel film d'animazione Il gigante di ferro in cui presta la voce all'agente governativo Kent Mansley. Ha doppiato anche il padre di Superman Jor-El nella serie animata Le avventure di Superman e di conseguenza un Superman anziano nell'episodio in due parti La chiamata della serie Batman of the Future. Grazie a queste interpretazioni ha ritrovato grande affetto verso questi personaggi, dicendo che è stato molto contento in quanto era (e continua ad essere) fan di Superman e perché questi ruoli erano sicuramente in contrasto con quelli per cui è famoso.
Christopher appare anche nel videoclip della canzone di Peter Gabriel The Barry Williams Show.

## Filmografia

### Cinema
- Incubo infernale (The Hearse), regia di George Bowers (1980)
- Grease 2, regia di Patricia Birch (1982)
- The Black Room, regia di Elly Kenner e Norman Thaddeus Vane (1982)
- Dove stanno i ragazzi (Where the Boys Are), regia di Hy Averback (1984)
- Breakdance (Breakin'), regia di Joel Silberg (1984)
- Chattanooga Choo Choo, regia di Bruce Bilson (1984)
- I ragazzi della porta accanto (The Boys Next Door), regia di Penelope Spheeris (1985)
- Una fortuna sfacciata (Outrageous Fortune), regia di Arthur Hiller (1987)
- Paramedici (Paramedics), regia di Stuart Margolin (1988)
- Uno strano caso (Chances Are), regia di Emile Ardolino (1989)
- Playroom, regia di Manny Coto (1990)
- Cool Blue, regia di Mark Mullin e Richard Shepard (1990)
- Thelma & Louise, regia di Ridley Scott (1991)
- Dutch è molto meglio di papà (Dutch), regia di Peter Faiman (1991)
- Orchidea selvaggia 2 (Wild Orchid II: Two Shades of Blue), regia di Zalman King (1991)
- Conflitto d'interessi (Conflict of Interest), regia di Gary Davis (1993)
- Beneficio del dubbio (Benefit of the Doubt), regia di Jonathan Heap (1993)
- Fatal Instinct - Prossima apertura (Fatal Instinct), regia di Carl Reiner (1993)
- Due irresistibili brontoloni (Grumpy Old Men), regia di Donald Petrie (1993)
- Cover Story, regia di Gregg Smith (1993)
- Il mio amico Zampalesta (Monkey Trouble), regia di Franco Amurri (1994)
- Terminal Velocity, regia di Deran Sarafian (1994)
- Quiz Show, regia di Robert Redford (1994)
- Gli scorpioni (The Road Killers), regia di Deran Sarafian (1994)
- Lotta estrema (Best of the Best 3: No Turning Back), regia di Phillip Rhee (1995)
- Facile preda (Fair Game), regia di Andrew Sipes (1995)
- Un tipo imprevedibile (Happy Gilmore), regia di Dennis Dugan (1996)
- Specchio della memoria (Unforgettable), regia di John Dahl (1996)
- Celtic Pride - Rapimento per sport (Celtic Pride), regia di Tom DeCerchio (1996)
- Arresti familiari (House Arrest), regia di Harry Winer (1996)
- La moglie di un uomo ricco (The Rich Man's Wife), regia di Amy Holden Jones (1996)
- Ci pensa Beaver (Leave It to Beaver), regia di Andy Cadiff (1997)
- Un sorriso come il tuo (A Smile Like Yours), regia di Keith Samples (1997)
- Flubber - Un professore fra le nuvole (Flubber), regia di Les Mayfield (1997)
- Lawn Dogs, regia di John Duigan (1997)
- The Eighteenth Angel, regia di William Bindley (1997)
- Dirty Work - Agenzia lavori sporchi (Dirty Work), regia di Bob Saget (1998)
- Jaded, regia di Caryn Krooth (1998)
- Fuori di cresta (SLC Punk!), regia di James Merendino (1998)
- Gideon, regia di Claudia Hoover (1998)
- The Faculty, regia di Robert Rodriguez (1998)
- Divorce: A Contemporary Western, regia di Eb Lottimer (1998)
- Un amore di prof.!!! (My Teacher's Wife), regia di Bruce Leddy (1999)
- Cinque assi (Five Aces), regia di David Michael O'Neill (1999)
- Magicians, regia di James Merendino (2000)
- Non è fantastica? (Isn't She Great), regia di Andrew Bergman (2000)
- Takedown (Track Down), regia di Joe Chappelle (2000)
- The Skulls - I teschi (The Skulls), regia di Rob Cohen (2000)
- Betty Love, regia di Neil LaBute (2000) (scene tagliate)
- Requiem for a Dream, regia di Darren Aronofsky (2000)
- La tempesta perfetta (The Perfect Storm), regia di Wolfgang Petersen (2000)
- The Theory of the Leisure Class, regia di Gabriel Bologna (2001)
- L'uomo che non c'era (The Man Who Wasn't There), regia di Joel Coen (2001)
- Spy Kids 2 - L'isola dei sogni perduti (Spy Kids 2: Island of Lost Dreams), regia di Robert Rodriguez (2002)
- L'amore a tredici anni (Children on Their Birthdays), regia di Mark Medoff (2002)
- Speakeasy, regia di Brendan Murphy (2002)
- Grind, regia di Casey La Scala (2003)
- The L.A. Riot Spectacular, regia di Marc Klasfeld (2005)
- Broken Flowers, regia di Jim Jarmusch (2005)
- Vizi di famiglia (Rumor Has It...), regia di Rob Reiner (2005)
- Funny Money, regia di Leslie Greif (2006)
- American Pie presenta: Nudi alla meta (American Pie Presents: The Naked Mile), regia di Joe Nussbaum (2006)
- Kickin' It Old Skool, regia di Harvey Glazer (2007)
- My Sexiest Year, regia di Howard Himelstein (2007)
- Awake - Anestesia cosciente, regia di Joby Harold (2007)
- American Pie Presents: Beta House, regia di Andrew Waller (2007)
- 3 donne al verde (Mad Money), regia di Callie Khouri (2008)
- Summerhood, regia di Jacob Medjuck e Tony Dean Smith (2008)
- Superhero - Il più dotato fra i supereroi ( Superhero Movie), regia di Craig Mazin (2008)
- Player 5150, regia di David Michael O'Neill (2008)
- La coniglietta di casa (The House Bunny), regia di Fred Wolf (2008)
- An American Carol, regia di David Zucker (2008)
- Spooner, regia di Drake Doremus (2009)
- Fanboys, regia di Kyle Newman (2009)
- Reunion, regia di Alan Hruska (2009)
- Ragazze da sballo (Deep in the Valley), regia di Christian Forte (2009)
- Splinterheads, regia di Brant Sersen (2009)
- Black Widow, regia di Mark Roemmich (2010)
- Barry Munday - Papà all'improvviso (Barry Munday), regia di Chris D'Arienzo (2010)
- Cat Run, regia di John Stockwell (2011)
- Grassroots, regia di Stephen Gyllenhaal (2012)
- The Collection, regia di Marcus Dunstan (2012)
- Not Fade Away, regia di David Chase (2012)
- About Last Night, regia di Steve Pink (2014)
- Nell'ombra di un delitto (Exposed), regia di Declan Dale (2016)
- The Crash - Minaccia a Wall Street (The Crash), regia di Aram Rappaport (2017)
- C'era una volta a Los Angeles (Once Upon a Time in Venice), regia di Mark Cullen e Robb Cullen (2017)
- Backtrace, regia di Brian A. Miller (2018)
- We Can Be Heroes, regia di Robert Rodriguez (2020)
- Un piedipiatti a Beverly Hills - Axel F (Beverly Hills Cop: Axel F), regia Mark Molloy (2024) - cameo
- Un tipo imprevedibile 2 (Happy Gilmore 2), regia di Kyle Newacheck (2025)

### Televisione
- Cin cin (Cheers) – serie TV, episodio 1x10 (1982)
- Lottery! – serie TV, episodio 1x01 (1983)
- Squadriglia top secret (Call to Glory) – serie TV, episodi 1x02-1x12 (1984)
- Riptide – serie TV, episodi 1x13-3x18 (1984-1986)
- Hunter – serie TV, episodio 1x12 (1985)
- Supercar (Knight Rider) – serie TV, episodio 3x19 (1985)
- Nancy, Sonny & Co. (It's a Living) – serie TV, episodio 3x07 (1985)
- Scuola di football (1st & Ten) – serie TV, episodio 2x05 (1986)
- Ai confini della realtà (The Twilight Zone) – serie TV, episodi 2x03-2x04 (1986)
- Matlock – serie TV, episodi 1x11-4x01-4x02 (1986-1989)
- Vita col nonno (Our House) – serie TV, episodio 1x16 (1987)
- Paradise – serie TV, episodi 1x17-1x18 (1989)
- Star Trek: The Next Generation – serie TV, episodio 3x15 (1990)
- Il cane di papà (Empty Nest) – serie TV, episodi 2x18-2x23-4x03 (1990-1991)
- Walter & Emily – serie TV, 13 episodi (1991-1992)
- Quell'uragano di papà (Home Improvement) – serie TV, episodio 1x14 (1992)
- Another Midnight Run – film TV (1994)
- Midnight Runaround – film TV (1994)
- Midnight Run for Your Life – film TV (1994)
- I ragazzi di Tuskegee (The Tuskegee Airmen) – film TV (1995)
- Terrore sull'Everest (Into Thin Air: Death on Everest) – film TV (1997)
- L'atelier di Veronica (Veronica's Closet) – serie TV, 9 episodi (1997-1999)
- In tribunale con Lynn (Family Law) – serie TV, 68 episodi (1999-2002)
- 61* – film TV (2001)
- The Twilight Zone – serie TV, episodio 1x19 (2002)
- Senza traccia (Without a Trace) – serie TV, episodio 2x01 (2002)
- North Shore – serie TV, 6 episodi (2004)
- Fat Actress – serie TV, episodio 1x05 (2005)
- Las Vegas – serie TV, episodi 4x05-4x06 (2006)
- Law & Order: Criminal Intent – serie TV, episodi 5x10-10x07 (2006-2011)
- Hazzard - I Duke alla riscossa (The Dukes of Hazzard: The Beginning) – film TV (2007)
- Medium – serie TV, episodio 3x18 (2007)
- I Soprano (The Sopranos) – serie TV, episodio 6x14 (2007)
- The Bronx Is Burning – miniserie TV, episodi 5-7 (2007)
- Psych – serie TV, episodio 3x01 (2008)
- Law & Order - I due volti della giustizia (Law & Order) – serie TV, episodio 19x12 (2009)
- Numb3rs – serie TV, episodio 6x08 (2009)
- Boardwalk Empire - L'impero del crimine (Boardwalk Empire) – serie TV, 7 episodi (2010-2012)
- Lemonade Mouth, regia di Patricia Riggen – film TV (2011)
- Harry's Law – serie TV, 32 episodi (2011-2012)
- Happy Endings – serie TV, episodi 3x06-3x23 (2012-2013)
- Body of Proof – serie TV, episodio 3x09 (2013)
- Texas Rising – miniserie TV (2015)
- The League – serie TV, episodio 7x08 (2015)
- The Good Wife – serie TV, 7 episodi (2015-2016)
- Ballers – serie TV, 13 episodi (2016-2019)
- Law & Order - Unità vittime speciali (Law & Order: Special Victims Unit) – serie TV, episodio 18x16 (2017)
- Great News – serie TV, episodio 2x04 (2017)
- Gone – serie TV, episodi 1x05-1x11 (2017-2018)
- Living Biblically – serie TV, episodio 1x05 (2018)
- Mr. Iglesias – serie TV, 5 episodi (2019-in corso)
- Hacks – serie TV, 8 episodi (2021)
- The Watcher - serie TV, 7 episodi (2022)
- Secret Invasion - miniserie TV (2023)

### Doppiatore
- Il gigante di ferro (The Iron Giant), regia di Brad Bird (1999)
- Batman of the Future (Batman Beyond) – serie TV animata, episodi 3x07-3x08 (2000)
- Justice League Unlimited – serie TV animata, episodio 1x02 (2004)
- Kim Possible – serie TV animata, episodi 2x15-4x12-4x13 (2004-2007)
- Ben 10: Ultimate Alien – serie TV animata, episodi 1x09-2x27 (2010-2012)
- Kung Fu Panda - Mitiche avventure (Kung Fu Panda: Legends of Awesomeness) – serie TV animata, episodio 2x04 (2012)
- Beware the Batman – serie TV animata, 8 episodi (2014)
- Ben 10: Omniverse – serie TV animata, episodio 6x03 (2014)
- Regular Show – serie TV animata, episodio 6x03 (2014)

## Doppiatori italiani
Nelle versioni in italiano delle opere in cui ha recitato, Christopher McDonald è stato doppiato da:
- Saverio Indrio in Un sorriso come il tuo, Las Vegas, Numb3rs, I Soprano, Lemonade Mouth, Ballers, Law & Order - Unità vittime speciali, Rosaline, Hacks
- Sergio Di Stefano in Quiz Show, La tempesta perfetta, Broken Flowers, Fanboys
- Fabrizio Pucci in Hazzard - I Duke alla riscossa, Harry's Law, The Watcher, Un tipo imprevedibile 2
- Fabrizio Temperini in North Shore, Law & Order - I due volti della giustizia, C'era una volta a Los Angeles
- Massimo Corvo in Celtic Pride - Rapimento per sport, La moglie di un uomo ricco, Superhero - Il più dotato fra i supereroi
- Roberto Chevalier in L'atelier di Veronica, Dirty Work - Agenzia lavori sporchi
- Pasquale Anselmo ne Il mio amico Zampalesta, Psych, Texas Rising
- Nino Prester in Awake - Anestesia cosciente, In tribunale con Lynn
- Gioacchino Maniscalco in Un tipo imprevedibile, Ci pensa Beaver
- Luca Dal Fabbro in L'uomo che non c'era, Senza Traccia
- Roberto Pedicini in The Faculty, Body of Proof
- Massimiliano Lotti in Law & Order: Criminal Intent (ep.10x07), The Crash - Minaccia a Wall Street
- Gino La Monica in Fuori di cresta, Nell'ombra di un delitto
- Massimo Lodolo in Riptide
- Claudio Capone ne Lo specchio della memoria
- Giuseppe Rinaldi in Una fortuna sfacciata
- Leslie La Penna in American Pie - Nudi alla meta
- Roberto Draghetti in American Pie - Beta House
- Angelo Maggi in Flubber - Un professore tra le nuvole
- Marco Mete in Uno strano caso
- Paolo Buglioni in Arresti familiari
- Piero Tiberi in Dove stanno i ragazzi
- Teo Bellia ne I ragazzi della porta accanto
- Eugenio Marinelli in Thelma e Louise
- Sandro Acerbo in Star Trek: The Next Generation
- Mauro Gravina in Due irresistibili brontoloni
- Tonino Accolla in Fatal Instinct
- Massimo Gentile in 3 donne al verde
- Angelo Nicotra ne La coniglietta di casa
- Gianni Gaude in Ragazze da sballo
- Alessandro Rossi in The Skulls - I teschi
- Claudio Moneta in Requiem for a Dream
- Franco Zucca in Medium
- Dario De Grassi in Boardwalk Empire (st. 1-2)
- Luciano De Ambrosis in Boardwalk Empire (st. 3)
- Sandro Iovino in About Last Night
- Edoardo Siravo in The Good Wife
- Stefano Mondini in Backtrace
- Enrico Di Troia in Un piedipiatti a Beverly Hills: Axel F

Da doppiatore è sostituito da:
- Luca Biagini ne Il gigante di ferro
- Gabriele Calindri in Batman of the Future
- Massimo Bitossi in Kim Possible
- Riccardo Rovatti in Justice League Unlimited